# Hesdigneul-lès-Boulogne
Pour les articles homonymes, voir Hesdigneul et Boulogne.
Hesdigneul-lès-Boulogne [ediɲœl lɛ bulɔɲ] est une commune française située dans le département du Pas-de-Calais en région Hauts-de-France. Ses habitants sont appelés les Hesdigneulois.
Le territoire de la commune est situé dans le parc naturel régional des Caps et Marais d'Opale.

## Géographie

### Localisation
Localisée dans l’ouest du département du Pas-de-Calais et traversée par le fleuve côtier la Liane, la commune d’Hesdigneul-lès-Boulogne est une commune urbaine située, à vol d'oiseau, à 8 km au sud-ouest de la commune de Boulogne-sur-Mer (chef-lieu d'arrondissement).
Le territoire de la commune est limitrophe de ceux de cinq communes.
Les communes limitrophes sont  Carly, Condette, Hesdin-l'Abbé, Isques et Verlincthun.

### Géologie et relief
La superficie de la commune est de 3,32 km2 ; son altitude varie de 8  à   67 m.

### Hydrographie
Le territoire de la commune est situé dans le bassin Artois-Picardie.
La commune est traversée par le fleuve côtier la Liane, cours d'eau naturel de 38 km, qui prend sa source dans la commune de Quesques et se jette dans la Manche au niveau de la commune de Boulogne-sur-Mer, et par le ruisseau d'Écames, cours d'eau naturel non navigable de 5,98 km, qui prend sa source dans la commune de Condette et se jette dans la Liane au niveau de la commune d'Hesdin-l'Abbé.

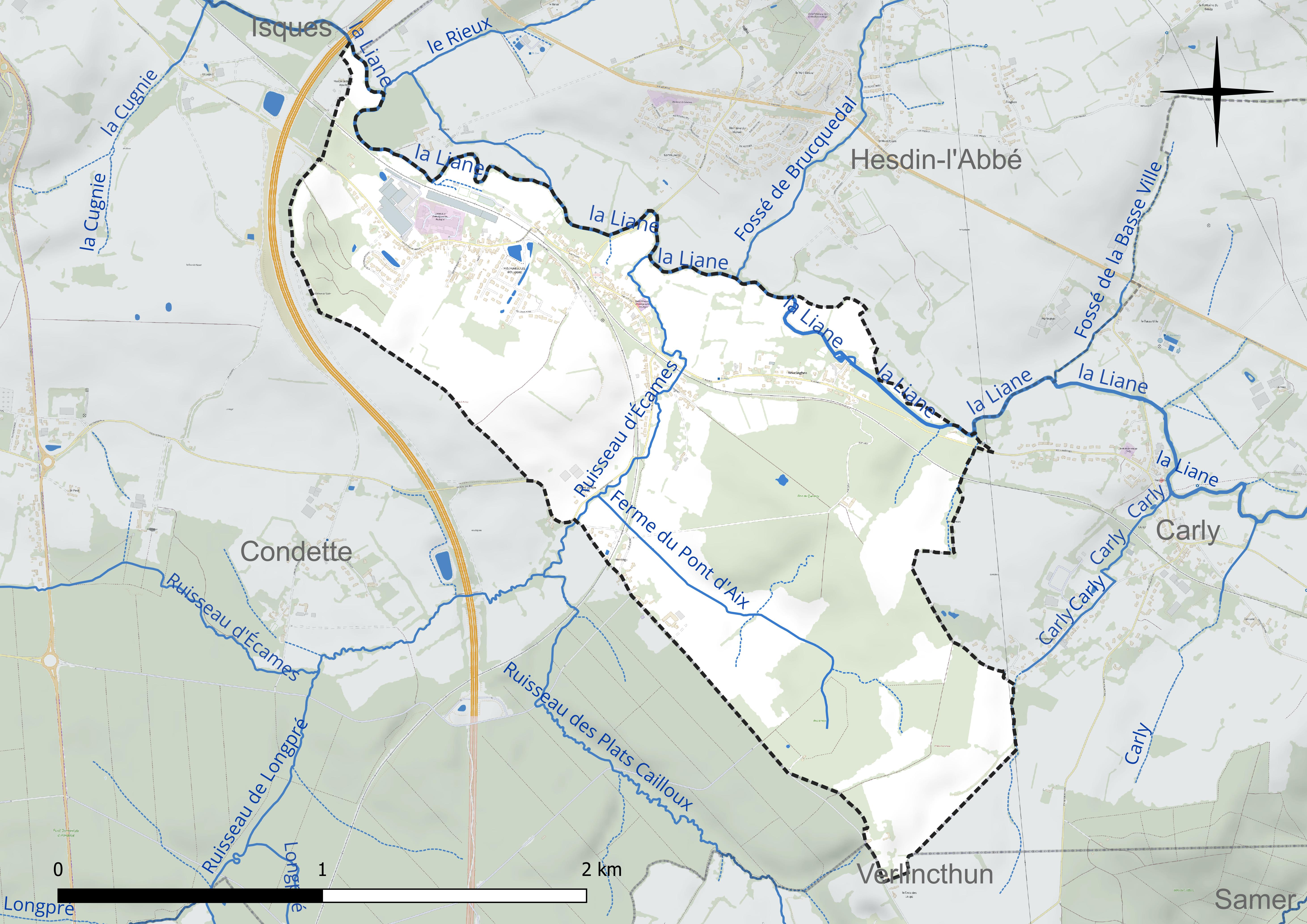
Réseau hydrographique d'Hesdigneul-lès-Boulogne.

### Climat
Pour des articles plus généraux, voir Climat des Hauts-de-France et Climat du Pas-de-Calais.
En 2010, le climat de la commune est de type climat océanique franc, selon une étude du CNRS s'appuyant sur une série de données couvrant la période 1971-2000. En 2020, Météo-France publie une typologie des climats de la France métropolitaine dans laquelle la commune est exposée à un climat océanique et est dans la région climatique Côtes de la Manche orientale, caractérisée par un faible ensoleillement (1 550 h/an) ; forte humidité de l’air (plus de 20 h/jour avec humidité relative > 80 % en hiver), vents forts fréquents.
Pour la période 1971-2000, la température annuelle moyenne est de 10,4 °C, avec une amplitude thermique annuelle de 12,9 °C. Le cumul annuel moyen de précipitations est de 868 mm, avec 12,7 jours de précipitations en janvier et 8,4 jours en juillet. Pour la période 1991-2020, la température moyenne annuelle observée sur la station météorologique la plus proche, située sur la commune de Boulogne-sur-Mer à 8 km à vol d'oiseau, est de 11,2 °C et le cumul annuel moyen de précipitations est de 824,5 mm,. Pour l'avenir, les paramètres climatiques de la commune estimés pour 2050 selon différents scénarios d'émission de gaz à effet de serre sont consultables sur un site dédié publié par Météo-France en novembre 2022.

### Paysages
Pour un article plus général, voir Paysage en France.
La commune s'inscrit dans le « paysage boulonnais » tel que défini dans l’atlas des paysages de la région Nord-Pas-de-Calais, conçu par la direction régionale de l'Environnement, de l'Aménagement et du Logement (DREAL),.
Ce paysage qui concerne 66 communes, se délimite : au Nord, par les paysages des coteaux calaisiens et du Pays de Licques, à l’Est, par le paysage du Haut pays d’Artois, et au Sud, par les paysages Montreuillois.
Le « paysage boulonnais », constitué d'une boutonnière bordée d’une cuesta définissant un pays d’enclosure, est essentiellement un paysage bocager composé de 47 % de son sol en herbe ou en forêt et de 31 % en herbage, avec, dans le sud et l’est, trois grandes forêts, celle de Boulogne, d’Hardelot et de Desvres et, au nord, le bassin de carrière avec l'extraction de la pierre de Marquise depuis le Moyen Âge et de la pierre marbrière dont l'extraction s'est développée au XIXe siècle.
La boutonnière est formée de trois ensembles écopaysagers : le plateau calcaire d’Artois qui forme le haut Boulonnais, la boutonnière qui forme la cuvette du bas Boulonnais et la cuesta formée d’escarpements calcaires.
Dans ce paysage, on distingue trois entités : 
- les vastes champs ouverts du Haut Boulonnais ;
- le bocage humide dans le Bas Boulonnais ;
- la couronne de la cuesta avec son dénivelé important et son caractère boisé[13].

### Milieux naturels et biodiversité

#### Espace protégé
La protection réglementaire est le mode d’intervention le plus fort pour préserver des espaces naturels remarquables et leur biodiversité associée.
Dans ce cadre, la commune fait partie d'un espace protégé : le parc naturel régional des Caps et Marais d'Opale, d’une superficie de 132 499 ha réparties sur 154 communes, géré par le syndicat mixte d'aménagement et de gestion du parc naturel régional des Caps et Marais d'Opale.

#### Zones naturelles d'intérêt écologique, faunistique et floristique
L’inventaire des zones naturelles d'intérêt écologique, faunistique et floristique (ZNIEFF) a pour objectif de réaliser une couverture des zones les plus intéressantes sur le plan écologique, essentiellement dans la perspective d’améliorer la connaissance du patrimoine naturel national et de fournir aux différents décideurs un outil d’aide à la prise en compte de l’environnement dans l’aménagement du territoire.
Le territoire communal comprend deux ZNIEFF de type 1 : 
- la vallée de la Liane près d'Hesdin-l'Abbé. Cette ZNIEFF présente un complexe de prairies alluviales et de la persistance de quelques prairies mésotrophes établies sur les versants au lieu-dit le Mont Pourri[16] ;
- la forêt domaniale d’Hardelot et ses lisières, d’une superficie de 888 ha[17].

et une ZNIEFF de type 2 :
le complexe bocager du Bas-Boulonnais et de la Liane. Le complexe bocager du bas-Boulonnais et de la Liane s’étend entre Saint-Martin-Boulogne et Saint-Léonard à l’ouest et Quesques et Lottinghen à l’est. Il correspond à la cuvette herbagère du bas-Boulonnais.

Carte des ZNIEFF de type 1 et 2 sur la commune
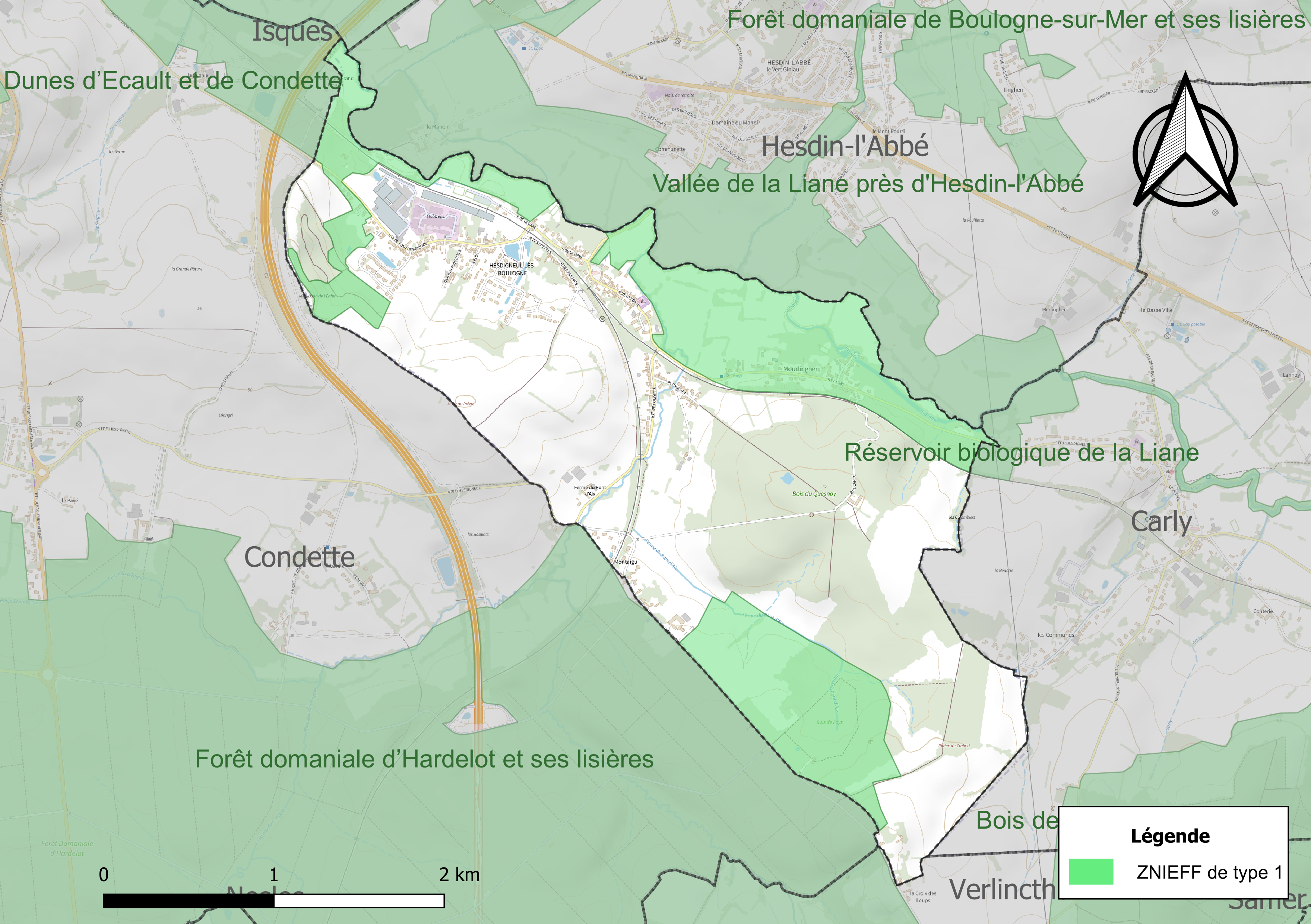
Carte des ZNIEFF de type 1 sur la commune.
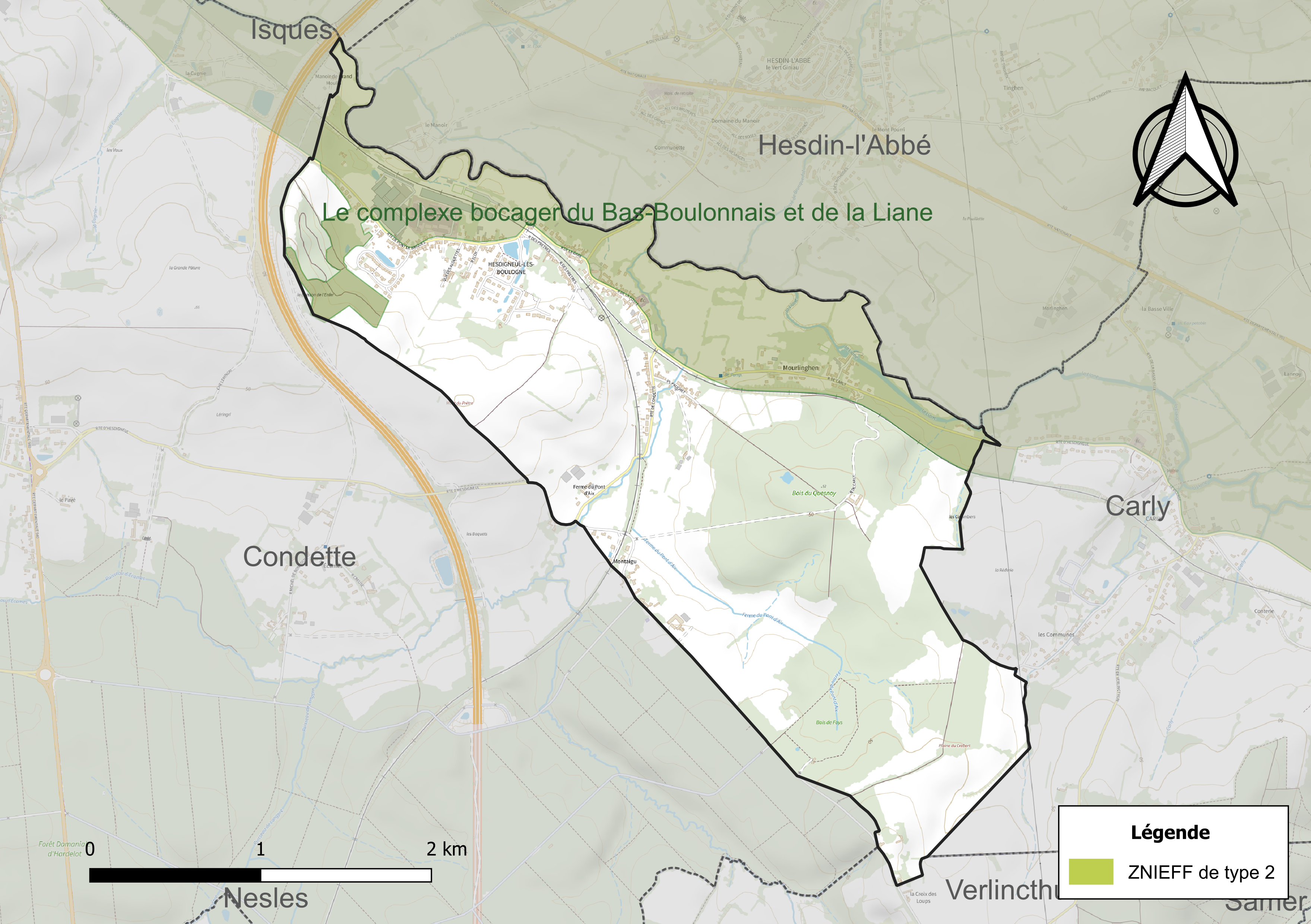
Carte de la ZNIEFF de type 2 sur la commune.

#### Espèces faunistiques et floristiques
L’Inventaire national du patrimoine naturel (INPN) recense plusieurs espèces faunistiques et floristiques sur le territoire de la commune dont certaines sont protégées et d’autres menacées et quasi-menacées.

## Urbanisme

### Typologie
Au 1er janvier 2024, Hesdigneul-lès-Boulogne est catégorisée ceinture urbaine, selon la nouvelle grille communale de densité à sept niveaux définie par l'Insee en 2022.
Elle est située hors unité urbaine. Par ailleurs la commune fait partie de l'aire d'attraction de Boulogne-sur-Mer, dont elle est une commune de la couronne,. Cette aire, qui regroupe 80 communes, est catégorisée dans les aires de 50 000 à moins de 200 000 habitants,.

### Occupation des sols
L'occupation des sols de la commune, telle qu'elle ressort de la base de données européenne d’occupation biophysique des sols Corine Land Cover (CLC), est marquée par l'importance des territoires agricoles (55,4 % en 2018), en diminution par rapport à 1990 (63,1 %). La répartition détaillée en 2018 est la suivante : 
prairies (31,8 %), forêts (27,9 %), zones urbanisées (16,7 %), terres arables (15,4 %), zones agricoles hétérogènes (8,2 %). L'évolution de l’occupation des sols de la commune et de ses infrastructures peut être observée sur les différentes représentations cartographiques du territoire : la carte de Cassini (XVIIIe siècle), la carte d'état-major (1820-1866) et les cartes ou photos aériennes de l'IGN pour la période actuelle (1950 à aujourd'hui).

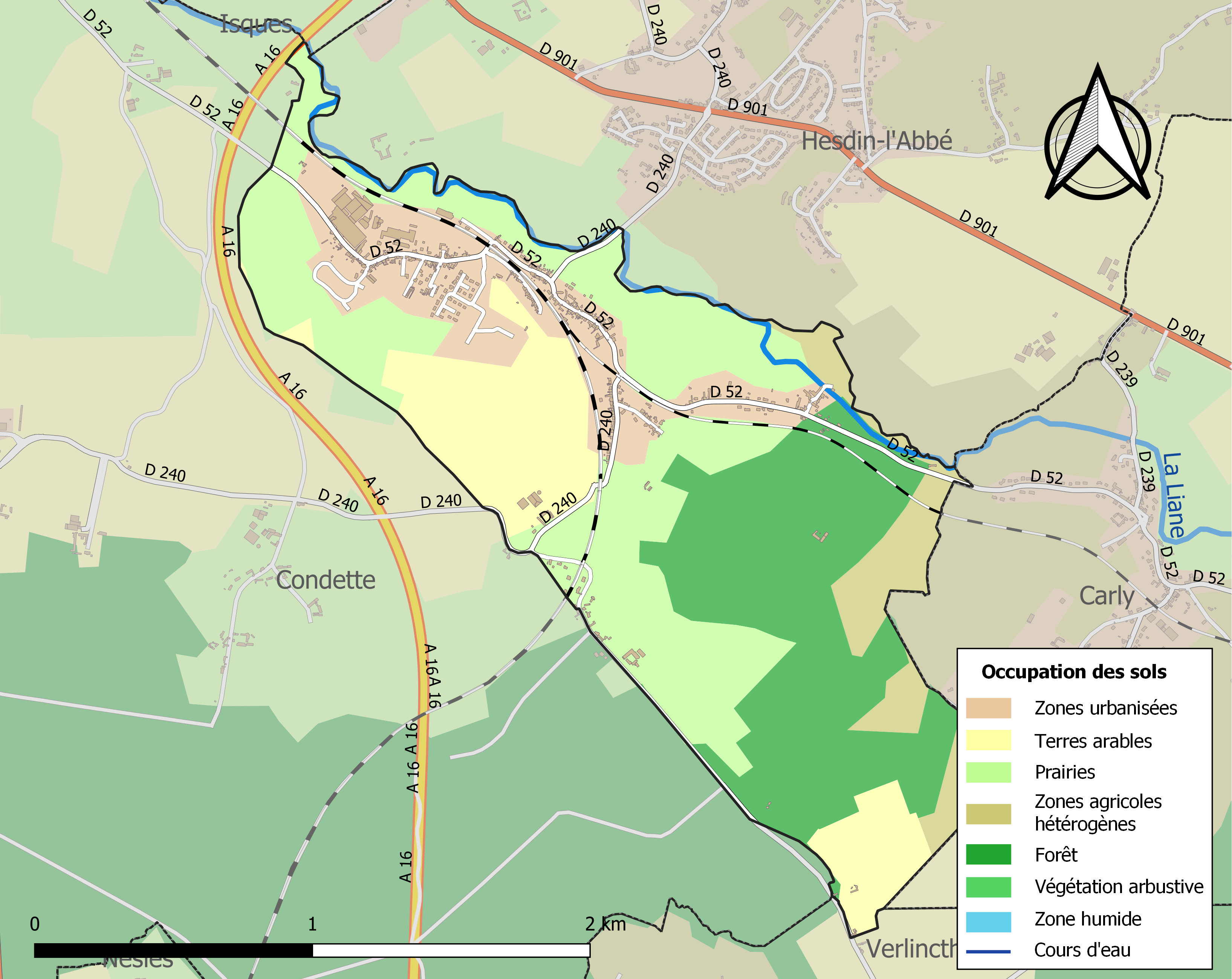
Carte des infrastructures et de l'occupation des sols de la commune en 2018 (CLC).

### Voies de communications et transports
La commune dispose d'une gare ferroviaire desservie par des trains TER Hauts-de-France.
La commune est desservie par les lignes 34, 83 ainsi que par un service de transport à la demande du réseau Marinéo.

### Risques naturels et technologiques
La commune est reconnue en état de catastrophe naturelle à la suite des inondations et coulées de boue du 1er au 3 novembre 2012.
À la suite du passage des tempêtes Ciarán, Domingos et Elisa et des inondations et coulées de boue qui se sont produites, la commune est reconnue, par arrêté du 14 novembre 2023, en état de catastrophe naturelle pour inondations et coulées de boue sur la période du 2 au 12 novembre 2023, comme 179 autres communes du département.

## Toponymie
Le nom de la localité est attesté sous les formes Hesdinolae (1125), Hesdinol (1175), Hesdingnol (1203), Hesdinuel (1294), Hesdingnuel (1297), Hesdingnoel (1338), Hesdignoel (vers 1477), Hedyneul (1492), Hesdingneel et Hesdingouel (XVe siècle), Hidegnel (1503), Hesdinoeul (1512), Hesdigneulx (1550), Hesdinieul (1553), Hesdignoeuix (XVIe siècle), Esdigneulles (1743).
Viendrait de l'anthroponyme germanique Chedinus dont la première syllabe aurait subi l'attraction d'un autre nom Hetzelinus, suivi du suffixe -ialo(n) « clairière, terre défrichée, village » devenu par la suite -euil.
La préposition « lès » permet de signifier la proximité d'un lieu géographique par rapport à un autre lieu. En règle générale, il s'agit d'une localité qui tient à se situer par rapport à une ville voisine plus grande. La commune de Hesdigneul indique qu'elle se situe près de Boulogne-sur-Mer.

## Histoire
La voie romaine allant d'Amiens à Boulogne-sur-Mer ou via Agrippa de l'Océan passait par Hesdigneul.
Hesdigneul est une ancienne baronnie du comté de Boulogne, arrière ban de la châtellenie de Tingry.
Avant la Révolution française, Hesdigneul était une seigneurie détenue au XVIIe siècle par un descendant d'une des branches de la maison de Béthune. Jean Desplancques, écuyer, seigneur d'Hesdigneul, Tencques (sans doute Tincques), Tencquette (Tincquette hameau de Tincques), est fait chevalier par lettres données à Madrid (la région appartient alors à l'Espagne) le 26 mars 1632. Il reçoit ainsi récompense de ses services et ceux de ses ancêtres. Il a été guidon (porte-étendard) de la compagnie du comte d'Hostracte (Hoogstraten, détenue par la maison de Lalaing). il est issu de familles nobles tant du côté paternel que du côté maternel : il appartient à une des branches de la maison de Béthune.

## Politique et administration

### Découpage territorial
La commune se trouve dans l'arrondissement de Boulogne-sur-Mer du département du Pas-de-Calais.

#### Commune et intercommunalités
La commune est membre de la communauté d'agglomération du Boulonnais.

#### Circonscriptions administratives
La commune est rattachée au canton d'Outreau.

#### Circonscriptions électorales
Pour l'élection des députés, la commune fait partie de la cinquième circonscription du Pas-de-Calais.

### Élections municipales et communautaires

#### Liste des maires
| Période                                  | Période                    | Identité       | Étiquette | Qualité                                               |
| ---------------------------------------- | -------------------------- | -------------- | --------- | ----------------------------------------------------- |
| Les données manquantes sont à compléter. |                            |                |           |                                                       |
| 12 mars 1989                             | 2014                       | André Bodart   |           |                                                       |
| 2014                                     | En cours (au 23 mars 2022) | Yves Hennequin |           | Éducateur spécialisé, Réélu pour le mandat 2020-2026, |

## Équipements et services publics

### Enseignement
À la suite des inondations qui ont touché la région fin 2023, les 87 élèves de l'école de la commune, devenue dangereuse, qui étaient répartis dans les établissements de Saint-Étienne-au-Mont, font leur retour le 6 mai 2024 dans cinq modules provisoires installés dans la commune d'Hesdigneul-lès-Boulogne. La nouvelle école, dont le projet est lancé, doit être prête pour la rentrée 2026-2027.

## Population et société

### Démographie
Les habitants sont appelés les Hesdigneulois.

#### Évolution démographique
L'évolution du nombre d'habitants est connue à travers les recensements de la population effectués dans la commune depuis 1793. Pour les communes de moins de 10 000 habitants, une enquête de recensement portant sur toute la population est réalisée tous les cinq ans, les populations de référence des années intermédiaires étant quant à elles estimées par interpolation ou extrapolation. Pour la commune, le premier recensement exhaustif entrant dans le cadre du nouveau dispositif a été réalisé en 2008.

En 2022, la commune comptait 835 habitants, en évolution de +25,19 % par rapport à 2016 (Pas-de-Calais : −0,72 %, France hors Mayotte : +2,11 %).
| 1793 | 1800 | 1806 | 1821 | 1831 | 1836 | 1841 | 1846 | 1851 |
| ---- | ---- | ---- | ---- | ---- | ---- | ---- | ---- | ---- |
| 177  | 164  | 158  | 208  | 204  | 215  | 209  | 192  | 198  |

| 1856 | 1861 | 1866 | 1872 | 1876 | 1881 | 1886 | 1891 | 1896 |
| ---- | ---- | ---- | ---- | ---- | ---- | ---- | ---- | ---- |
| 199  | 198  | 213  | 197  | 245  | 266  | 299  | 311  | 296  |

| 1901 | 1906 | 1911 | 1921 | 1926 | 1931 | 1936 | 1946 | 1954 |
| ---- | ---- | ---- | ---- | ---- | ---- | ---- | ---- | ---- |
| 346  | 362  | 354  | 435  | 503  | 540  | 543  | 612  | 611  |

| 1962 | 1968 | 1975 | 1982 | 1990 | 1999 | 2006 | 2008 | 2013 |
| ---- | ---- | ---- | ---- | ---- | ---- | ---- | ---- | ---- |
| 581  | 620  | 621  | 621  | 618  | 579  | 671  | 691  | 657  |

| 2018 | 2022 | - | - | - | - | - | - | - |
| ---- | ---- | - | - | - | - | - | - | - |
| 688  | 835  | - | - | - | - | - | - | - |

#### Pyramide des âges
En 2018, le taux de personnes d'un âge inférieur à 30 ans s'élève à 35,0 %, soit en dessous de la moyenne départementale (36,7 %). À l'inverse, le taux de personnes d'âge supérieur à 60 ans est de 25,7 % la même année, alors qu'il est de 24,9 % au niveau départemental.
En 2018, la commune comptait 337 hommes pour 351 femmes, soit un taux de 51,02 % de femmes, légèrement inférieur au taux départemental (51,50 %).
Les pyramides des âges de la commune et du département s'établissent comme suit.
| Hommes | Classe d’âge | Femmes |
| ------ | ------------ | ------ |
| 0,0    | 90 ou +      | 1,4    |
| 6,8    | 75-89 ans    | 8,3    |
| 17,8   | 60-74 ans    | 17,1   |
| 19,0   | 45-59 ans    | 21,7   |
| 20,5   | 30-44 ans    | 17,4   |
| 18,1   | 15-29 ans    | 14,2   |
| 17,8   | 0-14 ans     | 19,9   |

| Hommes | Classe d’âge | Femmes |
| ------ | ------------ | ------ |
| 0,5    | 90 ou +      | 1,6    |
| 5,6    | 75-89 ans    | 8,9    |
| 16,7   | 60-74 ans    | 18,1   |
| 20,2   | 45-59 ans    | 19,2   |
| 18,9   | 30-44 ans    | 18,1   |
| 18,2   | 15-29 ans    | 16,2   |
| 19,9   | 0-14 ans     | 17,9   |

## Culture locale et patrimoine

### Lieux et monuments
- La gare d'Hesdigneul[50].

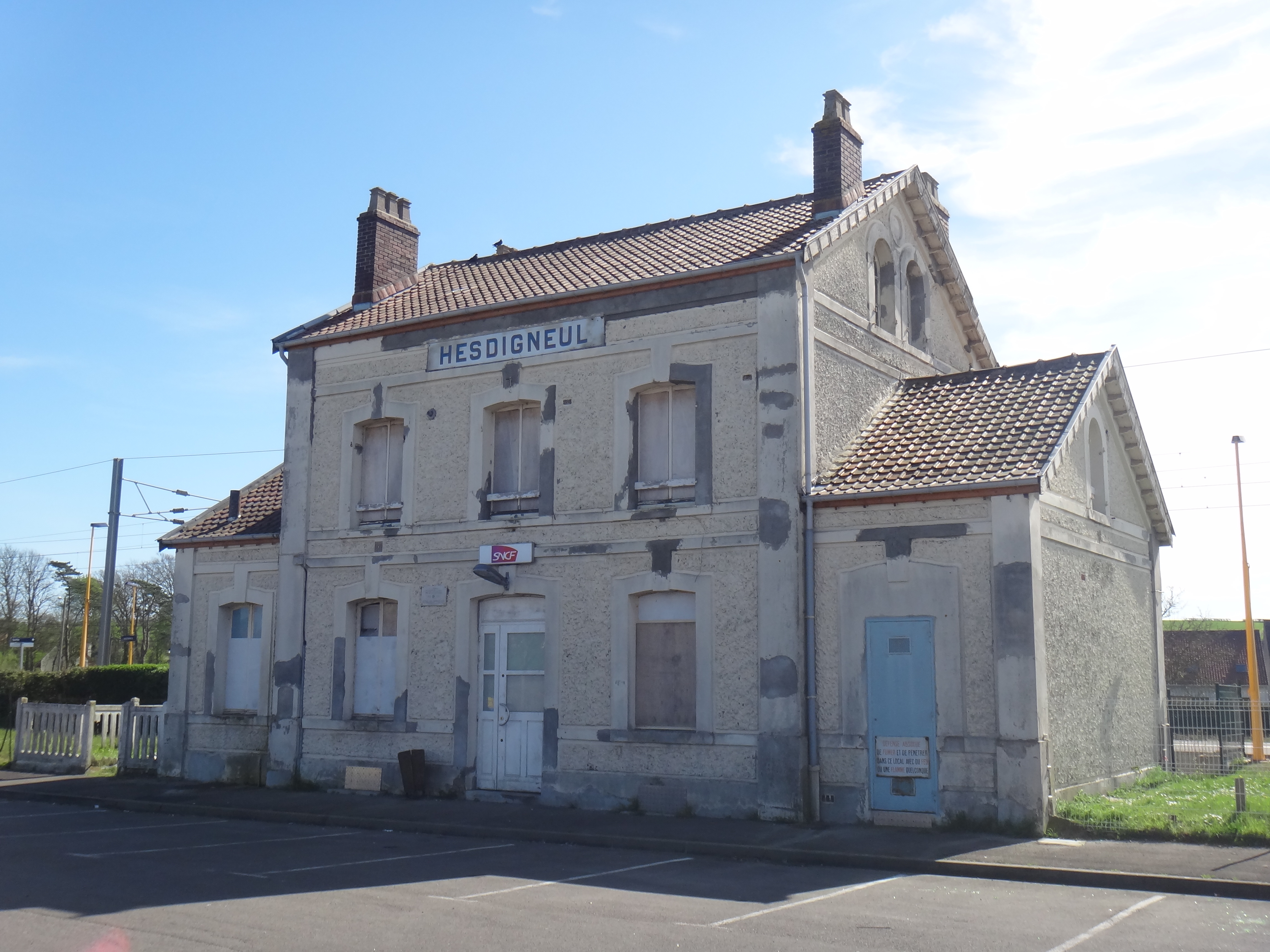
L'ancien bâtiment voyageurs
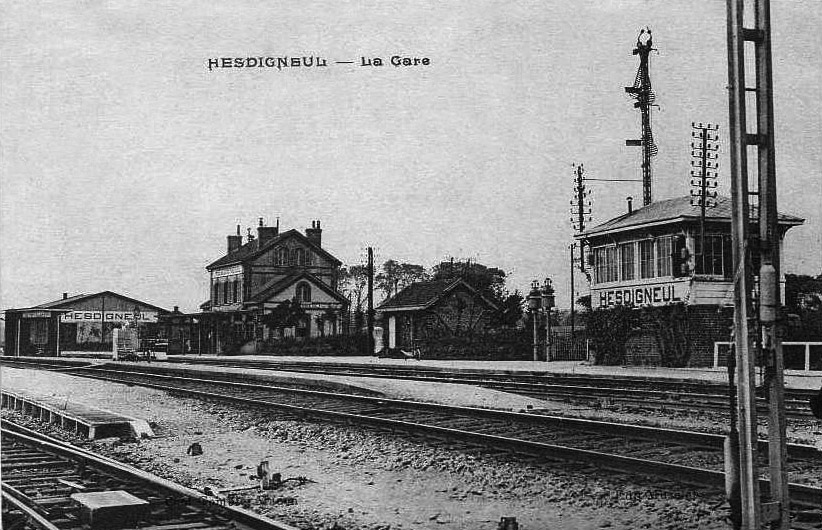
La gare vers 1900

- Le moulin de Moulinghen (ou moulin Saint-Jean[51]), très ancien dont le nom signifie probablement chemin du moulin comme celui du hameau de Moringehem  (qui au XIIe siècle dépendant  de l'abbaye de Samer[52]. :Il est très ancien, remontant au moins au XIVe siècle. Au XVIIIe siècle, il est donné en tant que vieux moulin par Robert de Fiennes, connétable de France, seigneur de la châtellenie de Tingry à Jehan d'Hesdigneul[52].

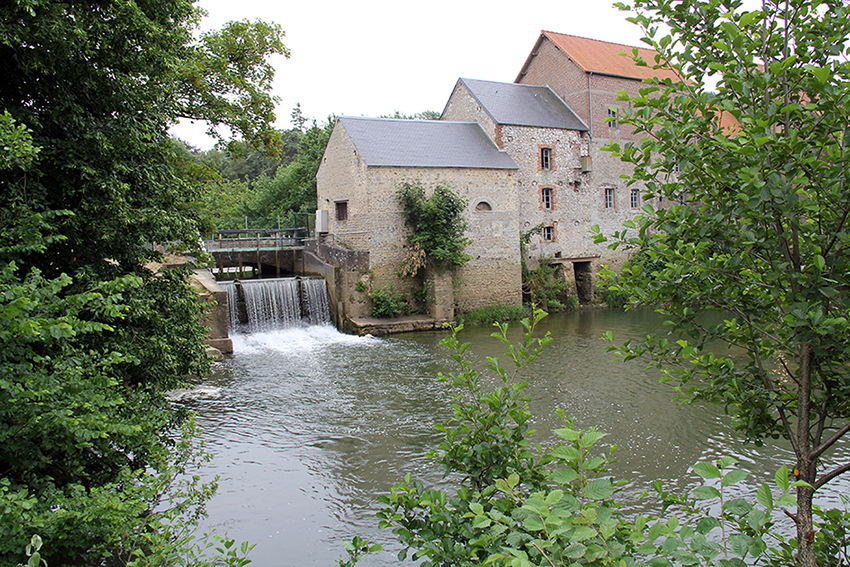
Vu d'aval en été
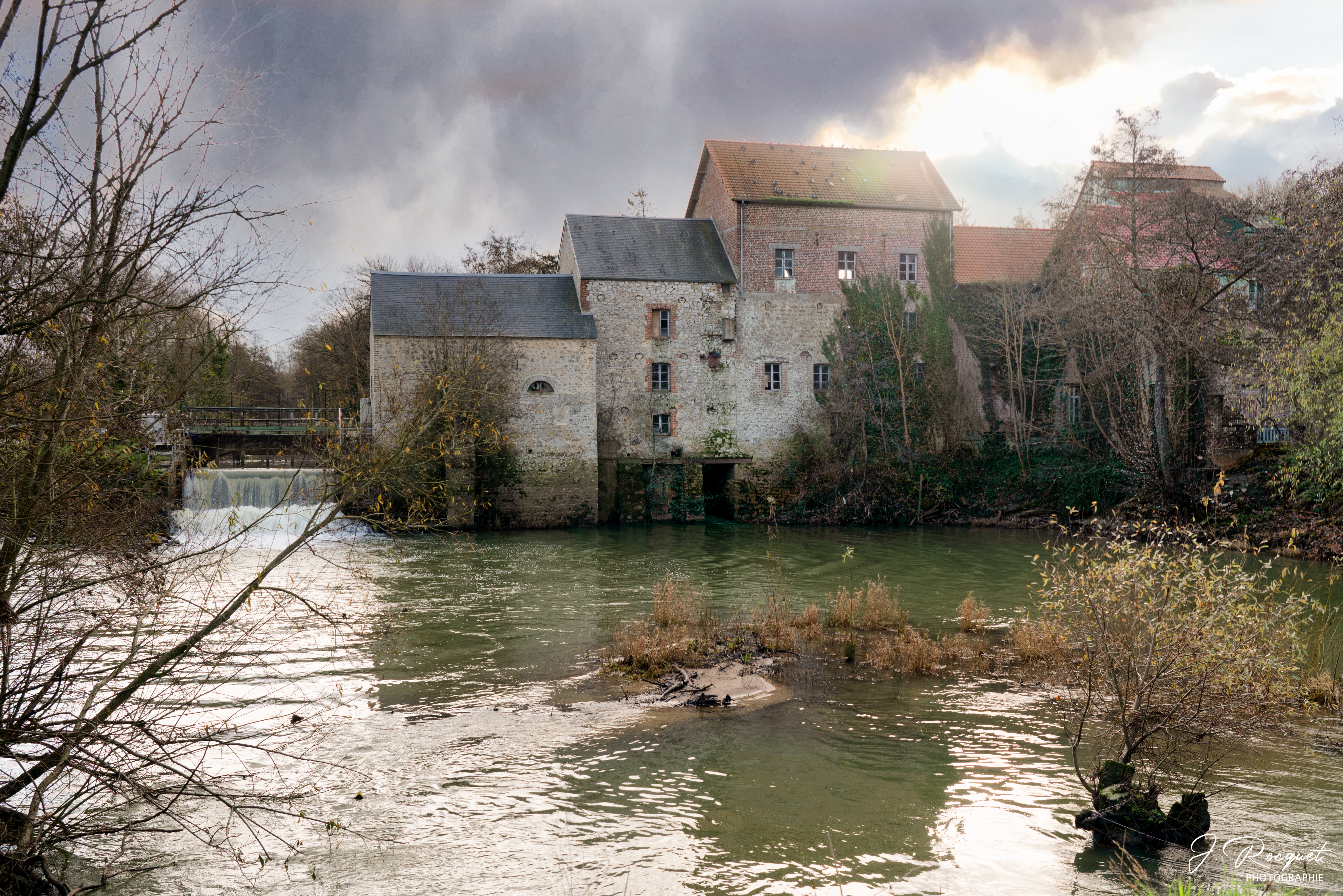
Vu d'aval en hiver
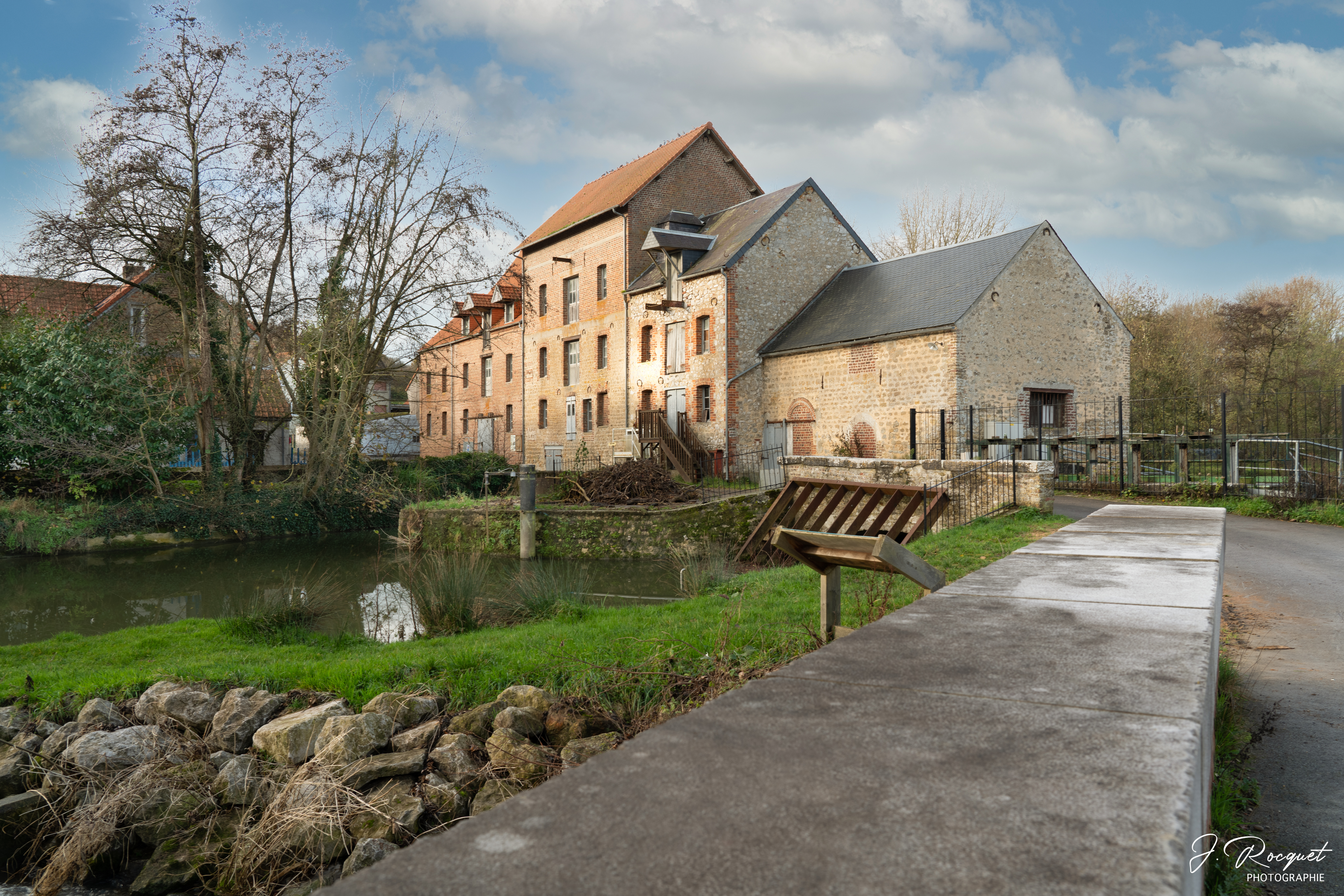
Vu d'amont en hiver

Autrefois, il servait à moudre le grain, mais aussi à broyer les écorces de chêne (plusieurs mois par an) coupés dans les environs (bois du Quesnoy) pour en extraire le tan (concentré de tanin) qui était alors utilisé comme conservateur des fibres végétales utilisées pour fabriquer les filets de pêche et certains cordages. Avec le développement industriel de la pêche boulonnaise au XIXe siècle, la production augmente. En 1853, le vannage (situé entre les deux moulins) retenait près de 3 m de hauteur d'eau, avec un vannage de décharge (5 vannes), inondant les prairies voisines lors des crues. Déjà au XIXe siècle, l'ancien lit de la liane était comblé et un canal de décharge avait été creusé pour faciliter l’écoulement de la Liane. Des règlements sur le régime des eaux ont été écrits à cette période pour le contrôle des débits. Pour protéger les fondations des bâtiments du surcreusement, on a dû apporter du remblai à partir de la « carrière à glaise »  située sur la route d'Écames à Condette et aujourd'hui remblayée. Un moteur au fuel, en 1934 vient assurer le fonctionnement du moulin en période d'étiage (moteur de 70 chevaux), en secours de la roue puis d'une nouvelle turbine, noyée (63 chevaux, 110 tr/min, alimentée par une chute de 2,80 m, avec un débit d'environ 2 150 litres) installée en 1955. Ce barrage est considéré par l'ONEMA comme l'un des deux principaux obstacles à la remontée des poissons migrateurs. Depuis 2015, une passe à poissons a été aménagée. Un petit panneau d'information sur le site en informe les visiteurs.
- L'église Saint-Éloi. Bâtie à l'emplacement d'une ancienne chapelle du XIIe siècle dont quelques rares vestiges auraient été retrouvés, l'église a été reconstruite au XIXe siècle. Elle a fait l'objet de plusieurs restaurations au cours du XXe siècle avec entre autres la participation du CFA d'Hesdigneul (voir plus bas).

En photo ci-dessous, un document affiché à l'intérieur de l'édifice et rédigé en 2009 par M. Godefroy Laisné retrace son histoire.
- Le monument aux morts[55].

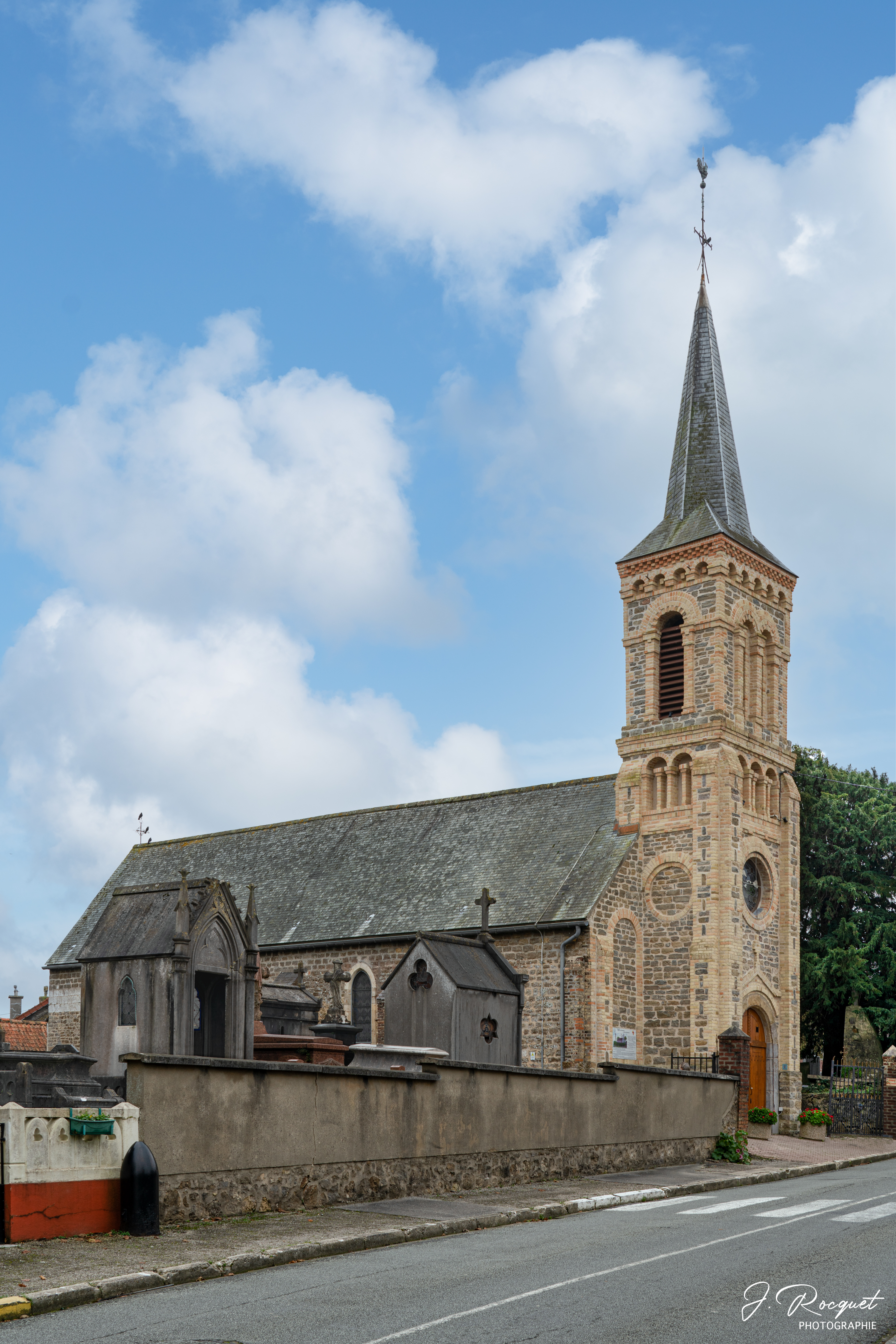
La tour carrée du clocher
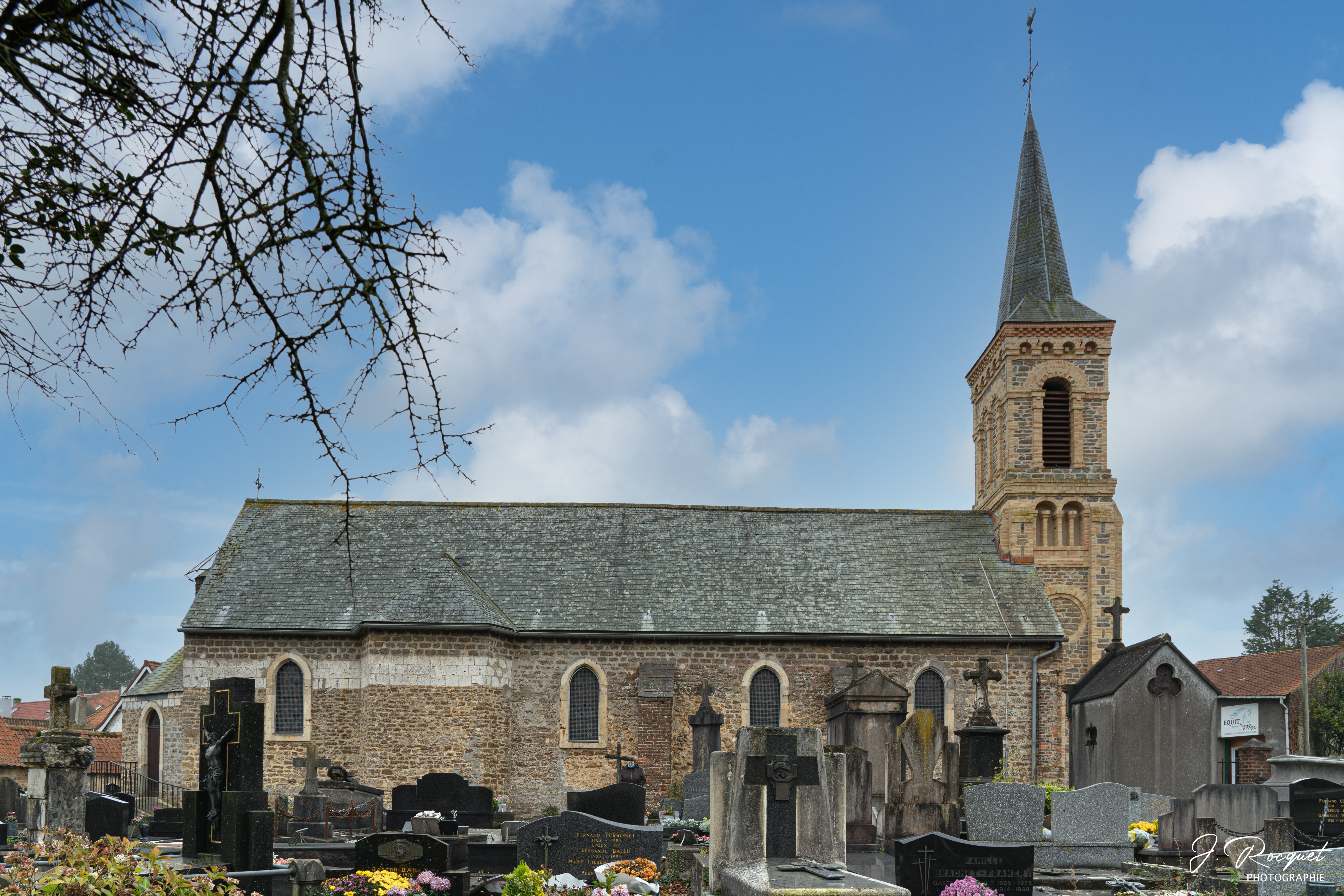
La Face nord
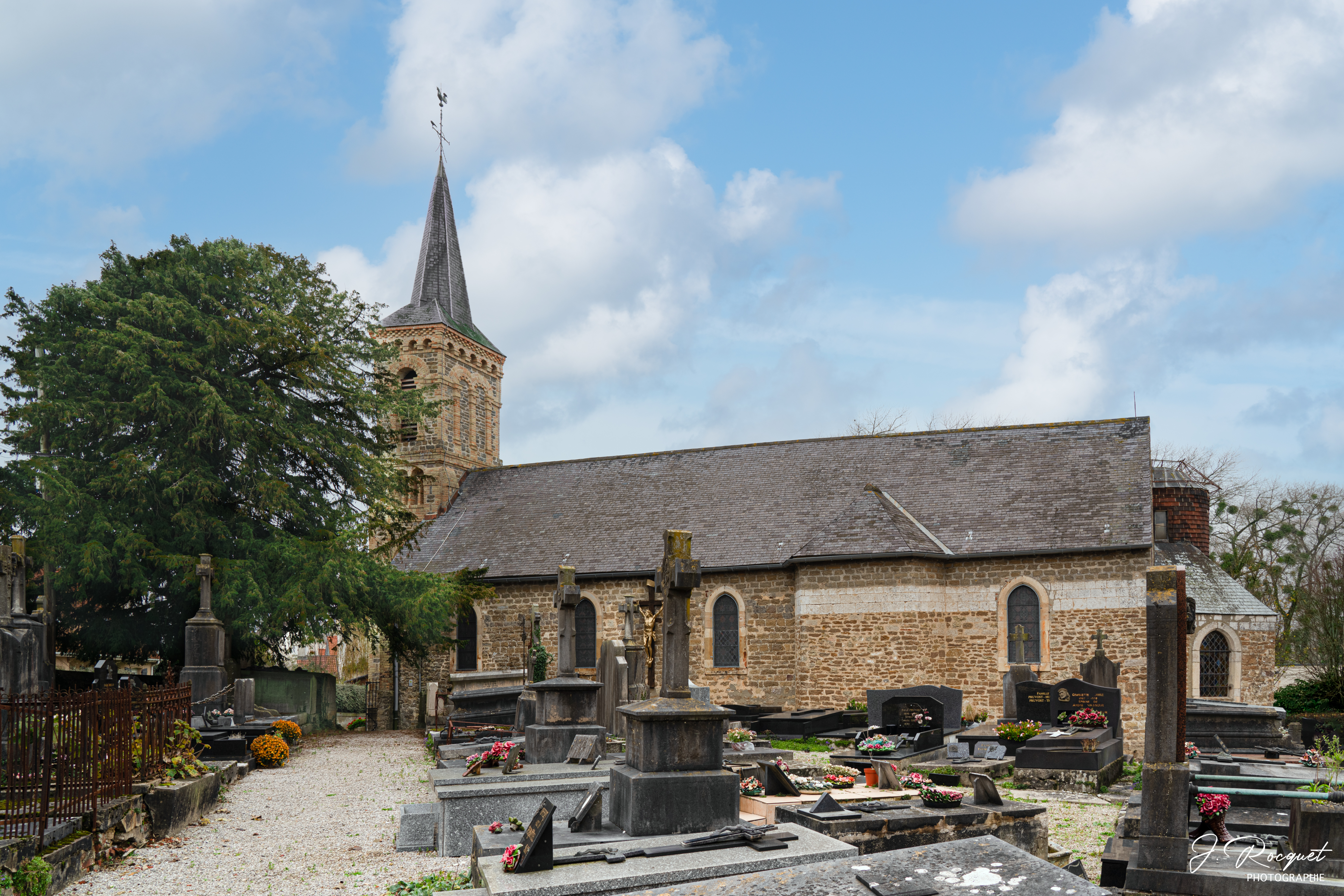
LaFace sud

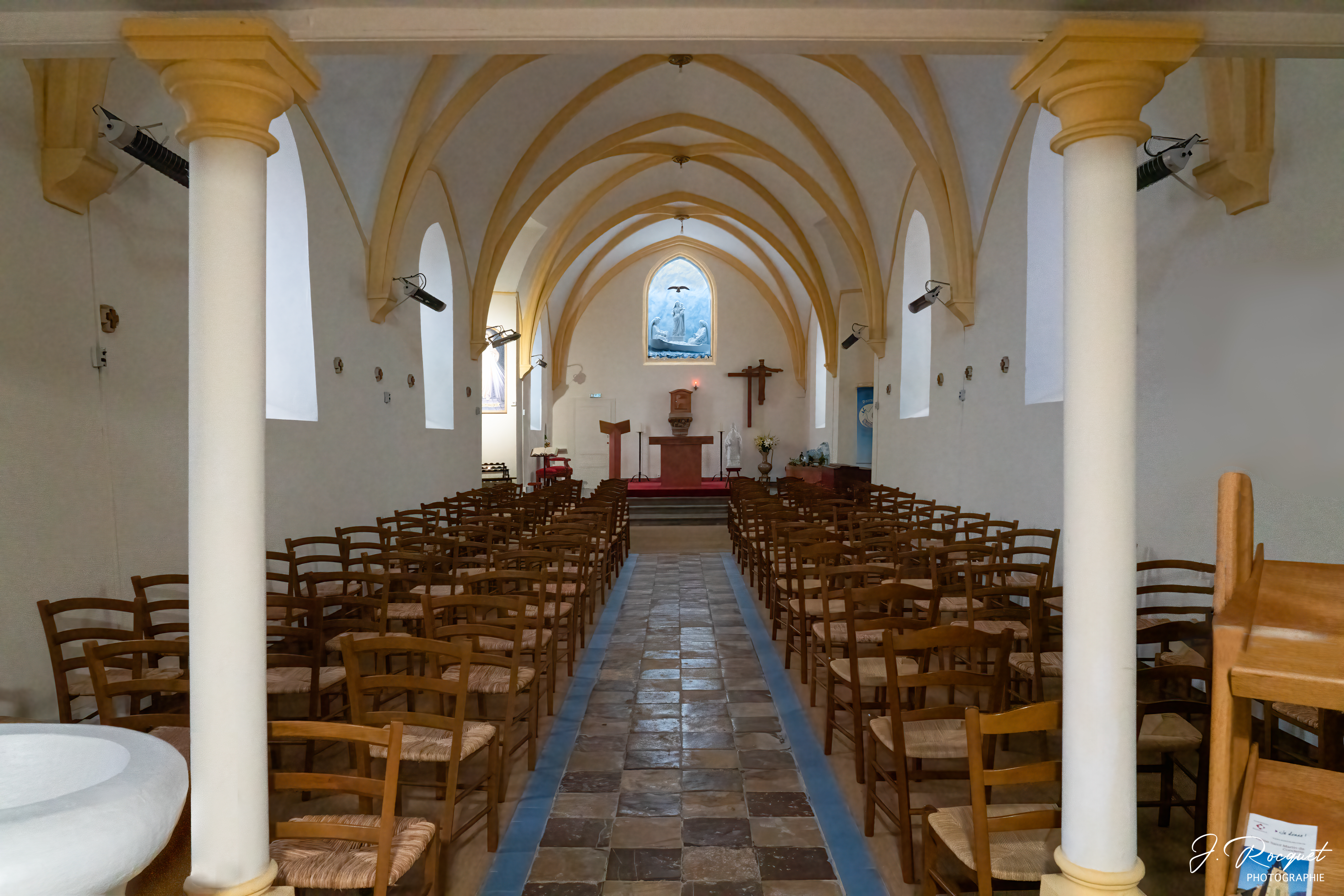
Intérieur vers l'est
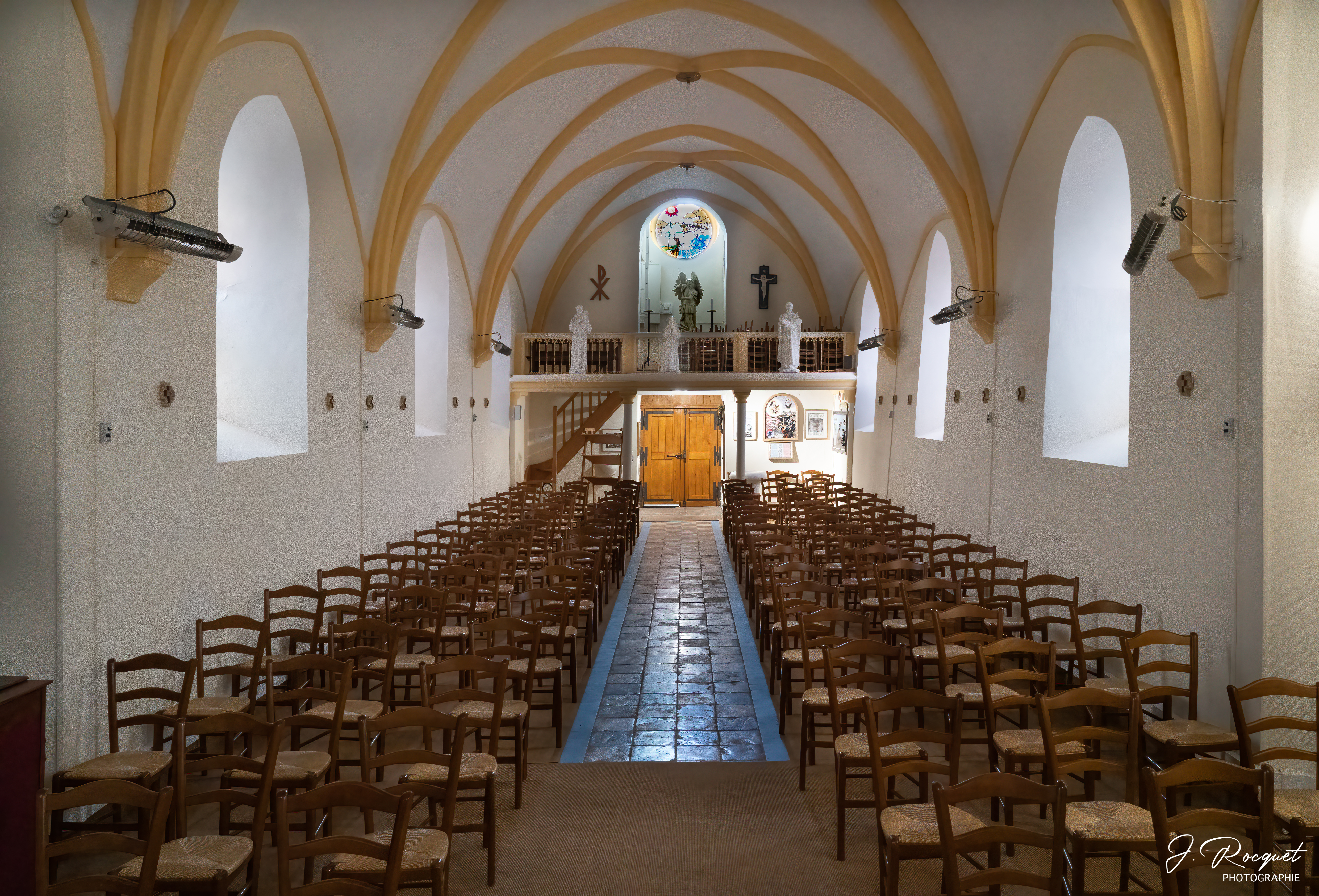
Intérieur vers l'ouest
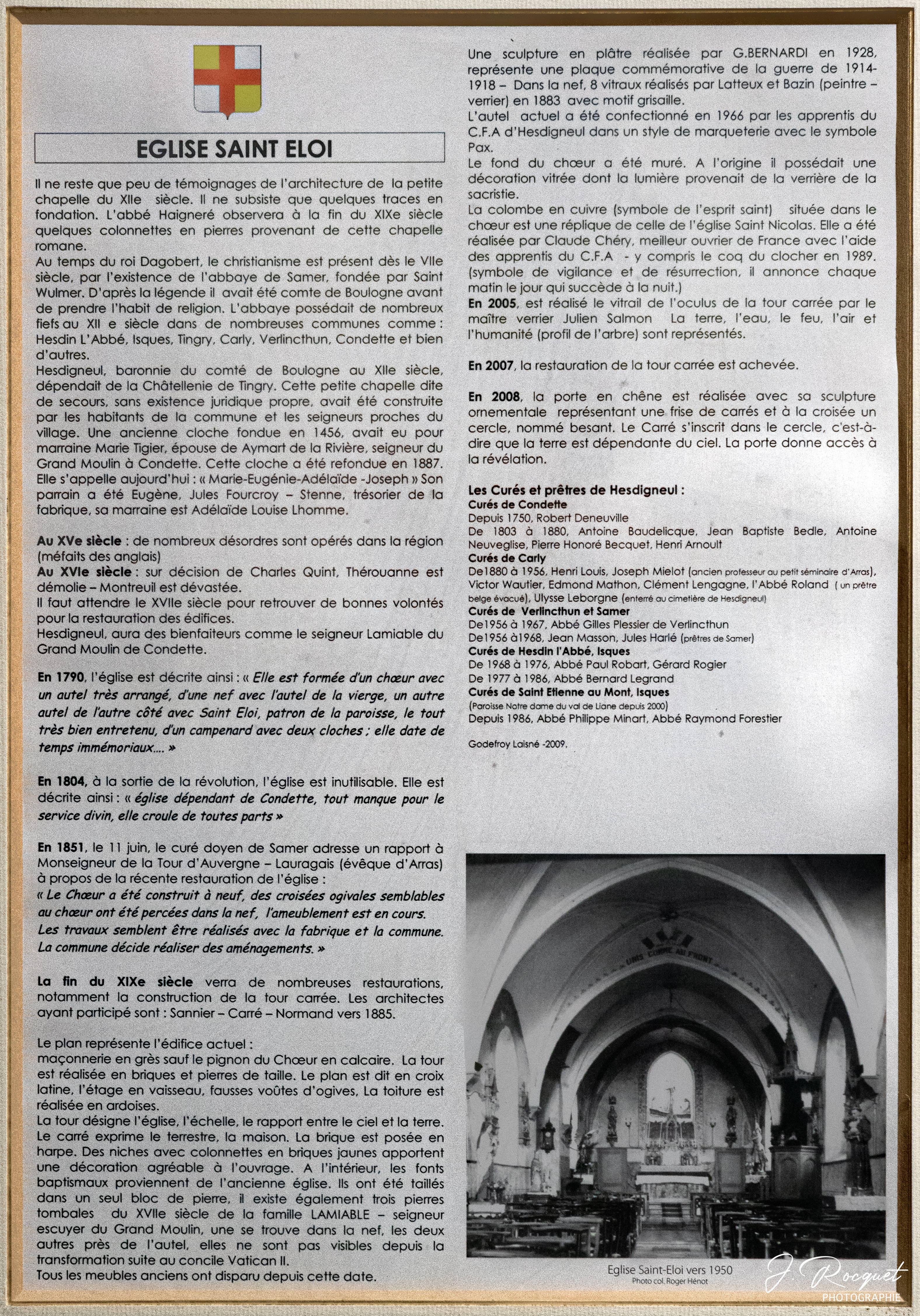
Panneau d'information

- La façade en faïence de Desvres sur l'ancien café Verlingues.
- Le CFA d'Hesdigneul est un centre de formation d'apprentis dans le domaine du bâtiment et des travaux publics ; il accueille 700 apprentis.

### Héraldique
| Blason de Hesdigneul-lès-Boulogne | Blason  | Écartelé d'or et d'argent, à la croix de gueules brochant sur la partition. |
| Blason de Hesdigneul-lès-Boulogne | Détails | Inspiré, avec modification de la croix (qui était ancrée), des armes de la famille d'Hesdigneul, originaire du Boulonnais, qui donna des seigneurs du lieu et qui constituait jusqu'au XIVe siècle une branche de la maison d'Ardres. Adopté par la municipalité. |

## Pour approfondir